# Орден дому Гогенцоллернів
Орден дому Гогенцоллернів (нім. Königlicher Hausorden von Hohenzollern) — орден, нагорода Королівства Пруссія. 

## Історія
Князівський орден дому Гогенцоллернів був заснований 5 грудня 1841 року прусськими князями Фрідріхом Констнтіном фон Гогенцоллерн-Гехінгеном і Карлом Антоном фон Гогенцоллерн-Зігмарінгеном. Орден дому Гогенцоллернів спочатку мав три ступені.
Відповідно до Статуту ордена від 16 січня 1851 року Орден дому Гогенцоллернів офіційно розділився на два види — Королівський прусський орден і Князівський орден дому Гогенцоллернів. Княжий орден не був військовим відмітним знаком, ним нагороджували цивільних осіб за особливі заслуги перед домом Гогенцоллернів. Цей орден був виконаний у вигляді стилізованого зображення орла.
За Статутом ордена від 16 січня 1861 року, розрізнялися два види Королівського прусського ордена, кожен з яких, в свою чергу, мав по чотири ступені відзнаки. Варіанти цього ордена — Хрест з мечами або без мечів для нагородження військових осіб (схрещені мечі додали в кінці 1866 року), і орден у формі орла для цивільних підданих.
У період воєн орден дому Гогенцоллернів видавали в двох видах: Лицарський Хрест для офіцерів і статус «Володар Хреста» для унтер-офіцерів. Кавалерами Лицарського Хреста і «Володарями Хреста» ставали ті, хто проявив особливий героїзм в бою і високі заслуги перед Вітчизною. У 1864 році до цих орденів додали схрещені мечі.
Відповідно до існуючої в той час в Пруссії нагородної системи, жоден з військових не отримував одну і ту ж нагороду двічі. Тому офіцер, який є кавалером Залізного хреста 1-го класу, за наступні відмінності нагороджувався вже орденом дому Гогенцоллернів, який служив проміжною ланкою між Залізним хрестом і Pour le Mérite.
Лицарський хрест ордена дому Гогенцоллернів в період Першої світової війни вважався дуже високою відмінною нагородою. За всю війну їм завітали 8291 раз. Для загальновійськових службовців, нагорода «Володар Хреста» ордена дому Гогенцоллернів була на рівні Ордена Pour le Mérite, що вручався найчастіше військовим льотчикам-асам Пруссії. Кавалери ордена отримували гідне грошове утримання.
Після розпаду кайзерівської Німеччини, колишній імператор Вільгельм II, будучи у вигнанні, нагороджував орденом дому Гогенцоллернів німецьких та іноземних підданих до своєї смерті в 1941 році. В 1936 році Адольф Гітлер заборонив нагородження орденами, заснованими королівськими династіями. Починаючи з 1936 і до 1941 року орденом дому Гогенцоллернів нагороджували виключно іноземців.

## Ступені
Королівський Орден дому Гогенцоллернів має такі ступені:
- Головнокомандувача (Großkomtur);
- Командора (Komtur)
- Лицаря (Ritter)
- Одержувача (Inhaber)

Княжий Орден дому Гогенцоллернів має такі ступені:
- Почесний Хрест І-го класу (нім. Ehrenkreuz 1. Klasse)
- Почесний Хрест Командора (нім. Ehrenkomturkreuz)
- Почесний Хрест II-го класу (нім. Ehrenkreuz 2. Klasse)
- Почесний Хрест III-го класу (нім. Ehrenkreuz 3. Klasse)
- Золотий Хрест «За заслуги» (нім. goldenes Verdienstkreuz)
- Срібний Хрест «За заслуги» (нім. silbernes Verdienstkreuz)
- Почесна Золота Медаль (нім. goldene Ehrenmedaille)
- Почесна Срібна Медаль (нім. silberne Verdienstmedaille)